# Mike Williams (cestista 1963)
Michael George Williams, detto Mike (Chicago, 14 agosto 1963), è un ex cestista statunitense, professionista nella NBA e in Spagna.

## Carriera
È stato selezionato dai Golden State Warriors al terzo giro del Draft NBA 1986 (51ª scelta assoluta).
Con gli Stati Uniti ha disputato i Giochi panamericani di Mar del Plata 1995.

## Palmarès
- Migliore nella percentuale di tiro CBA (1995)